# Kadra Zapasowa Piechoty Włodzimierz
Kadra Zapasowa Piechoty Włodzimierz (KZP Włodzimierz) – pododdział piechoty Wojska Polskiego.

## Formowanie i zmiany organizacyjne
1 stycznia 1939 dotychczasowy batalion zapasowy 44 pułku piechoty we Włodzimierzu Wołyńskim przeformowano w Kadrę Zapasową Piechoty Włodzimierz, która została podporządkowana bezpośrednio dowódcy Okręgu Korpusu Nr II. 
Wprowadzona zmiana polegała jedynie na zmianie nazwy i przyjęciu nowej organizacji i podległości. Zadania mobilizacyjne z małymi wyjątkami, pozostały bez zmian.
Kadra dysponowała skromną obsadą pokojową (dwóch oficerów i kilku podoficerów). Dla formowanych przez siebie jednostek kadra musiała otrzymać zawiązki stanu czynnego z zewnątrz.

## Mobilizacja
KZP Włodzimierz była jednostką mobilizującą piechoty. Zgodnie z planem mobilizacyjnym „W” komendant kadry był odpowiedzialny za przygotowanie i przeprowadzenie mobilizacji jednostek wpisanych na jego tabelę mob..
KZP Włodzimierz mobilizowała w ramach mobilizacji alarmowej w grupie zielonej, w garnizonie Włodzimierz Wołyński dla 13 Dywizji Piechoty:
- kompanię sanitarną nr 202, w czasie Z+70,
- park intendentury typ I nr 202, w czasie Z+70,
- dowództwo grupy marszowej służb (taborów) typ II nr 539 (dowództwo, kolumny taborowe i warsztat taborowy w czasie od Z+64 do Z+68,
- kolumna taborowa parokonna nr 539,
- kolumna taborowa parokonna nr 540,
- kolumna taborowa parokonna nr 541,
- kolumna taborowa parokonna nr 542,
- warsztat taborowy nr 539.

W pierwszym rzucie mobilizacji powszechnej mobilizowała do 4 dnia jej trwania:
- batalion marszowy 43 pp,
- batalion marszowy 44 pp,
- batalion marszowy 45 pp,
- uzupełnienie marszowe samodzielnej kompanii km i broni towarzyszącej nr 22,
- uzupełnienie marszowe kompanii kolarzy nr 22.

W drugim rzucie mobilizacji powszechnej w czasie X+2  miała zmobilizować Ośrodek Zapasowy 13 Dywizji Piechoty planowana siedziba na wypadek Planu operacyjnego „Wschód” była w Chełmie Lubelskim, z uwagi na lepsze możliwości szkoleniowe i bytowe została przeniesiona do Równego.
Po zakończeniu mobilizacji kadra miała przejść do Ośrodka Zapasowego 13 Dywizji Piechoty i ulec likwidacji, a komendant KZP został dowódcą OZ 13 DP.

## Obsada personalna
Obsada personalna
- komendant kadry – ppłk piech. Kazimierz Czarnecki †1940 Katyń
- zastępca komendanta – kpt. adm. (piech.) Józef Szczawiński †1941[a]